# Reforma Protestant

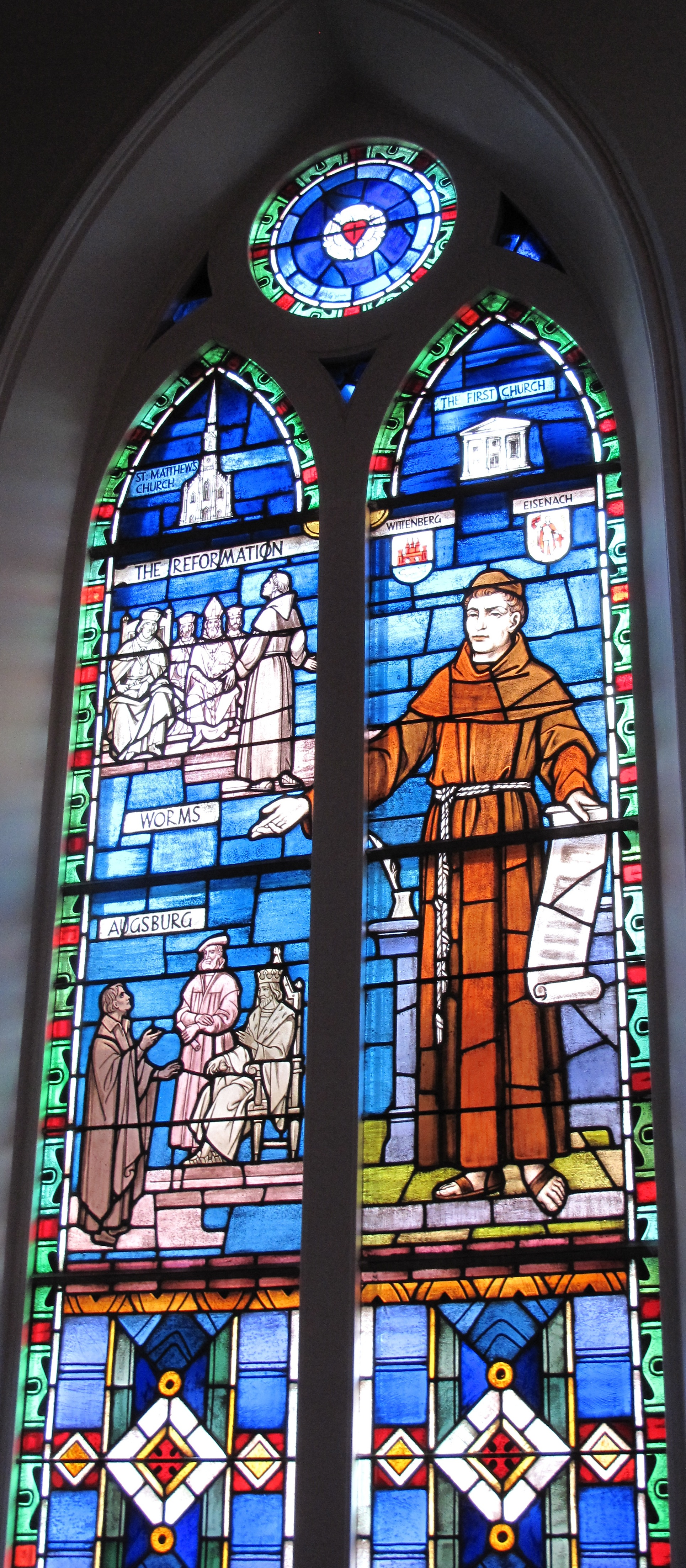
El vitrall de la Reforma en una església luterana a Carolina del Sud mostra escenes claus de la Reforma Protestant.

La Reforma protestant va ser un moviment de reforma cristiana a Europa, que generalment es considera que comença amb la publicació de Les 95 tesis de Martí Luter, el 1517, tot i que existeixen una sèrie de precursors com Johannes Hus anteriors a aquest esdeveniment. Com a període històric, la Reforma es considera que acaba amb la pau de Westfàlia el 1648; tanmateix, moltes de les denominacions que es van produir durant aquest període continuen existint i el protestantisme constitueix una de les branques més importants del cristianisme avui en dia. Encara que la intenció era la renovació, els moviments van acabar amb l'escissió dels grups reformistes i amb l'establiment de noves institucions, principalment, el luteranisme, el calvinisme i l'anabaptisme.
El moviment va començar com un intent de reforma de l'Església catòlica. Molts catòlics occidentals estaven preocupats pel que consideraven falses doctrines i pràctiques indegudes en l'Església, en particular l'ensenyament i la venda d'indulgències. Una altra important controvèrsia és la compra i venda de llocs de privilegi a l'església, cosa que es va veure en el seu moment com una gran corrupció en la jerarquia eclesiàstica. Aquesta corrupció fou considerada per molts en aquell moment com a sistèmica, fins i tot arribant a la posició del papa.
Entre els predecessors espirituals de Martí Luter, hi trobem homes com John Wycliffe i Johannes Hus, que ja havien intentat reformar l'església seguint pautes similars. La Reforma en general es considera que comença el 31 d'octubre de 1517, a Wittenberg, Saxònia (en l'actual Alemanya). Allà, Luter va clavar les seves 95 tesis a la porta de l'església de Tots Sants, que servia com un tauler d'anuncis per a aquells relacionats amb la universitat. Aquestes s'utilitzaren com a punts de debat per a criticar l'Església i el papa. Els punts més polèmics es van centrar en la pràctica de la venda d'indulgències i la política de l'Església sobre el purgatori. Altres reformistes, com Ulrich Zwingli, aviat van unir-se a aquestes tesis. Les creences i pràctiques que varen ser més atacades pels reformistes protestants foren la política de l'Església sobre el purgatori, la devoció a Maria (mariologia), i la intercessió i la devoció als sants, la majoria dels sagraments, el celibat obligatori com a requisit per al clergat i l'autoritat del papa.
El moviment de Reforma aviat es dividí en diferents línies doctrinals. Els desacords entre Luter i Zwingli, i més tard entre Luter i Joan Calví, va conduir a l'aparició de les esglésies protestants rivals. Els més importants corrents sortits directament de la Reforma van ser el luteranisme i el reformisme / calvinisme / presbiterianisme. El procés de reforma produí diferents causes i efectes en altres països. A Anglaterra, on va donar lloc a l'anglicanisme, el període és conegut com la Reforma anglicana. Les noves denominacions protestants, en general, busquen les seves arrels en els moviments més inicials del procés. Els moviments reformadors també van accelerar la Contrareforma catòlica dins de l'Església catòlica. La Reforma protestant també es coneix com la Reforma alemanya, la Revolució protestant o la Revolta protestant.

## Història i orígens

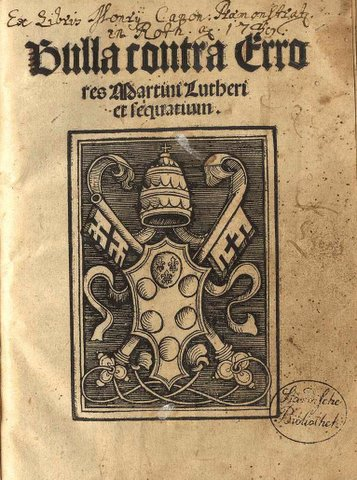
Bula Exurge Domine, Contra Errores Martine Lutheri et sequatium: butlla contra els errors de Martí Luter i els seus seguidors (15 de juny de 1520), per la qual el papa Lleó X amenaça amb l'excomunió si no es retracta de 41 punts inclosos en les seves famoses 95 tesis sobre les indulgències del 31 d'octubre de 1517, en les quals Luter, indignat, atacava la idea que la compra de les butlles podia ser causa de perdó de penes espirituals; fet habitual en l'època i on la causa ocasional va ser que el papa Lleó X havia arrendat les butlles d'indulgències a la Banca Fugger per obtenir cabals per a la construcció de la basílica de Sant Pere del Vaticà. Luter va cremar públicament la butlla (10 de desembre de 1520) i l'excomunió es va fer efectiva (3 de gener de 1521). Aquestes dates són fites de l'edat moderna, però no haurien passat de ser una disputa teològica si no haguessin trobat el formidable ressò que la difusió de la impremta va permetre, i no s'haguessin acollit per una societat madura per rebre'ls i uns agents polítics disposats i capaços d'aprofitar el seu potencial

Tots els principals protestants, en general, destaquen la seva separació de l'Església catòlica al voltant del segle xvi. El procés d'assimilació del protestantisme sovint s'anomena Reforma magisterial a causa del fet que el moviment va rebre el suport dels magistrats, les autoritats legals (en oposició a la Reforma radical, que no gaudeix de cap patrocini estatal). Les més grans esglésies protestants, com la Unita Fratrum (la Unitat dels germans), els Germans de Moravia o els Germans de Bohèmia, tenen els seus orígens a l'època de Jan Hus a principis del segle xv. Atès que el procés fou dirigit per una majoria dels nobles de Bohèmia, aquesta fou la primera Reforma magistral a Europa. A Alemanya, un centenar d'anys més tard, les protestes van esclatar en molts llocs al mateix temps, durant un moment difícil en què es temia per una invasió otomana que distreia especialment els prínceps alemanys. Fins a cert punt, la protesta s'explica pels esdeveniments dels últims dos segles a Europa i especialment a Bohèmia.

### Inicis i precursors: seglesxivixv
El malestar a causa del cisma d'Occident (1378-1416), les guerres enfervorides entre prínceps, els aixecaments dels camperols, i la preocupació per la corrupció generalitzada a l'Església foren alguns dels precursors del procés. Un nou moviment anomenat nacionalisme també començava a posar en dubte el relativament internacionalista món medieval. S'iniciaren una sèrie de noves perspectives, la primera de les quals vingué de John Wycliffe de la Universitat d'Oxford i després de Jan Hus, de la Universitat de Praga.
L'Església catòlica va concloure oficialment aquest debat en el consell de Constança (1414-1417). El conclave va condemnar Jan Hus, que va ser executat cremat malgrat la promesa d'un salconduit. Wycliffe va ser també pòstumament cremat com a heretge.
El consell de Constança va confirmar i va reforçar la tradicional concepció medieval de l'Església i l'imperi. No es va referir a les tensions nacionals i teològiques que s'havien suscitat durant el segle anterior. El consell no va poder evitar el cisma i les guerres hussites a Bohèmia.
Les reformes històriques sovint produeixen una nova forma de pensament sobre com s'hauria d'organitzar la societat. Aquest va ser el cas que es va conduir en la Reforma protestant. Després de la ruptura d'institucions monàstiques i escolàstiques a la darreria de l'Europa medieval, accentuada per la «captivitat babilònica» del papat d'Avinyó, el gran cisma, i la fallada d'un moviment conciliador, durant el segle xvi es produí el foment d'un gran debat cultural sobre reformes en els fonaments religiosos i més tard en els valors religiosos mateixos.
Els historiadors en general, assumeixen que el fracàs de la Reforma (massa interessos creats, la falta de coordinació en la Reforma de la coalició), a la llarga conduirà a una major agitació o fins i tot a una revolució, ja que el sistema ha de ser tard o d'hora ajustat o desintegrat. Això, sumat a la incapacitat del moviment conciliador, va ajudar al lideratge de la Reforma protestant a Europa. Aquests moviments reformistes frustrats oscil·len entre nominalisme, devotio moderna (devoció antiga), l'humanisme, que es produeix en conjunció amb les forces econòmiques, polítiques i demogràfiques que van contribuir a un creixent descontentament amb la riquesa i el poder de l'elit del clergat, sensibilitzant la població de la corrupció moral i econòmica de l'Església.
El resultat de la pesta negra va encoratjar a portar a terme una reorganització radical de l'economia i, finalment, de la societat europea. En els centres urbans emergents, les calamitats del segle xiv i principi del xv, i la consegüent escassesa de mà d'obra, va proporcionar un fort impuls per a la diversificació econòmica i les innovacions tecnològiques.
Després de la pesta, la pèrdua inicial de vides a causa de la fam, les plagues, i pestilència contribuí a una intensificació de l'acumulació de capital a les zones urbanes i, per tant, un estímul per al comerç, la indústria i el creixement urbà en àmbits tan diversos com la banca, els tèxtils, l'armament, especialment estimulat per la Guerra dels Cent Anys, i la mineria de mineral de ferro, a causa, en gran part, al sector armamentístic. L'acumulació d'excedents, l'excés de competència i major competitivitat per a augmentar al màxim el benefici econòmic, van contribuir a guerres civils, al militarisme agressiu, i a la centralització. Com a resultat directe de la transició cap a la centralització, líders com Lluís XI de França (1461-1483), el "rei aranya", van tractar d'eliminar totes les garanties constitucionals sobre l'exercici de la seva autoritat. A Anglaterra, França, Espanya, el moviment cap a la centralització iniciat al segle xiii es va dur a bon port.
La invenció de la tipografia portaria els protestants a una nova traducció zelosa de la Bíblia i a fer-la accessible als laics. Això fomentaria la cultura de l'alfabetització bíblica.
L'humanisme de l'època del Renaixement estimulà l'efervescència acadèmica d'una forma sense precedents, i portà a una preocupació per la llibertat acadèmica. Es començaren a portar a terme debats d'alt nivell teòrics a les universitats sobre la naturalesa de l'Església, i la font i l'abast de l'autoritat del papat, dels concilis, i dels prínceps.

### Seglexvi

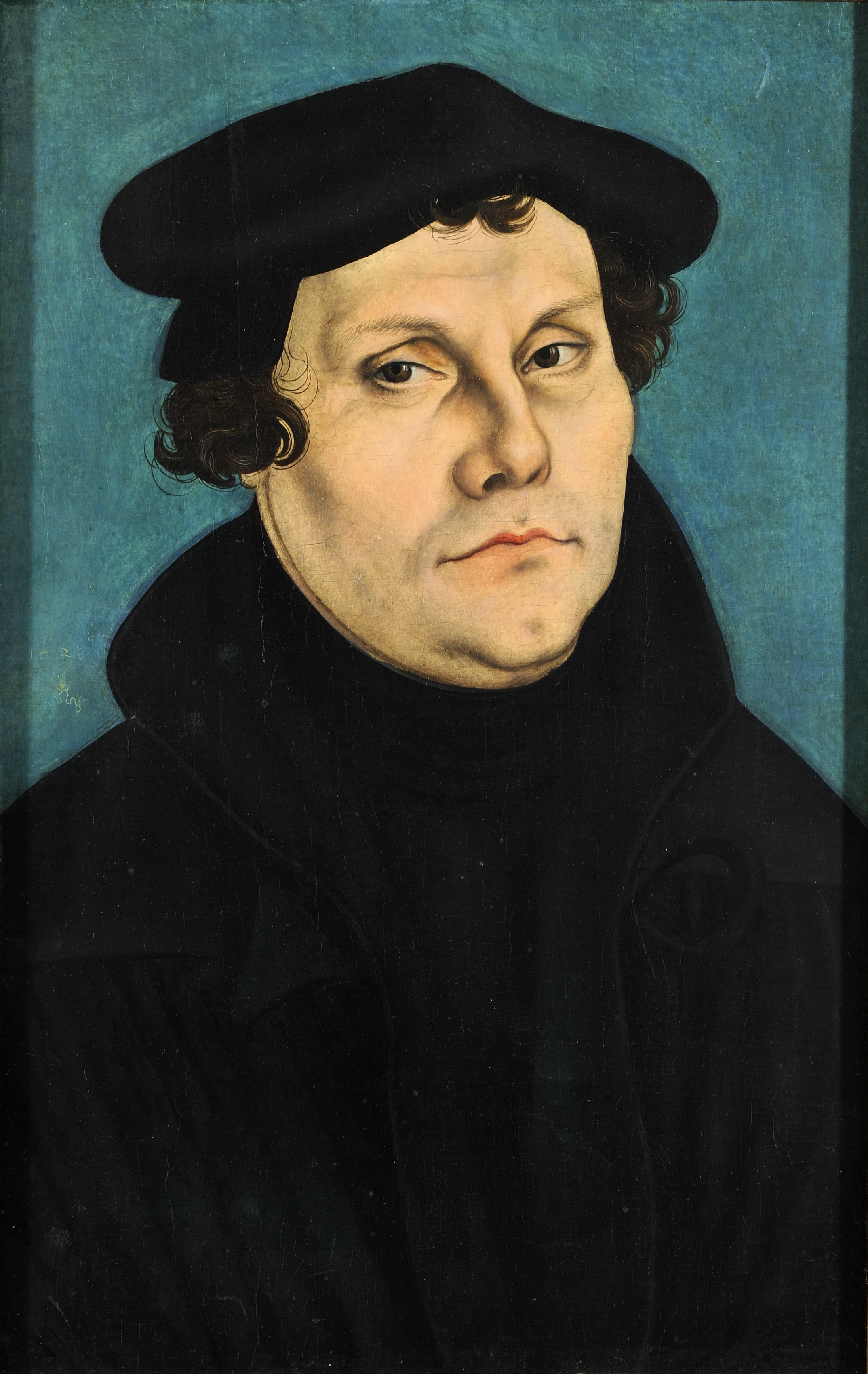
Martí Luter

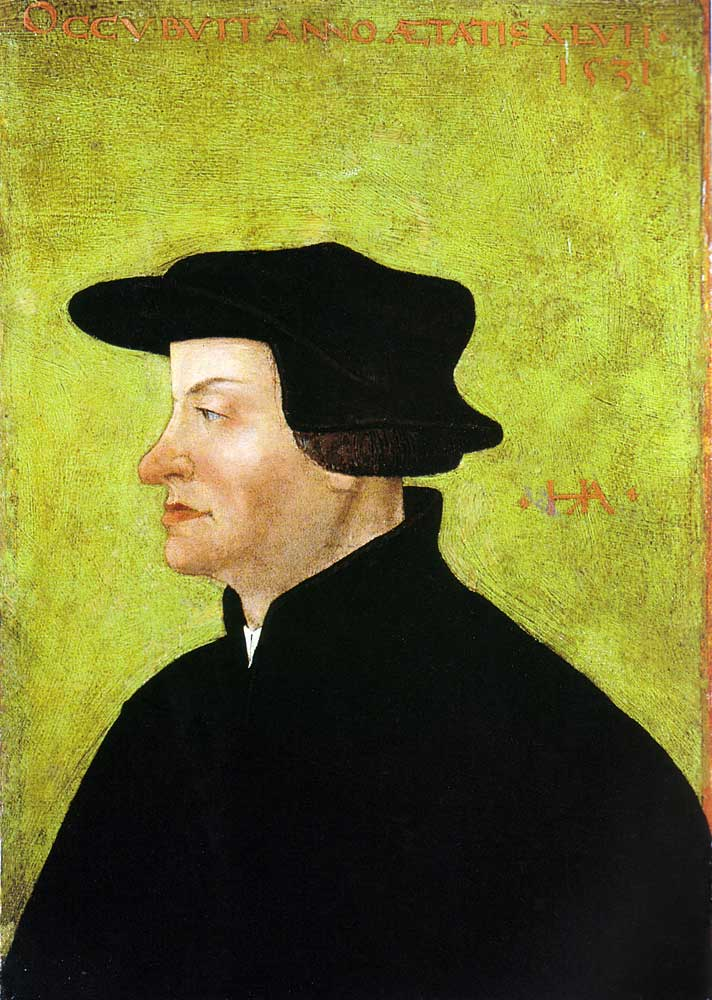
Ulrich Zwingli

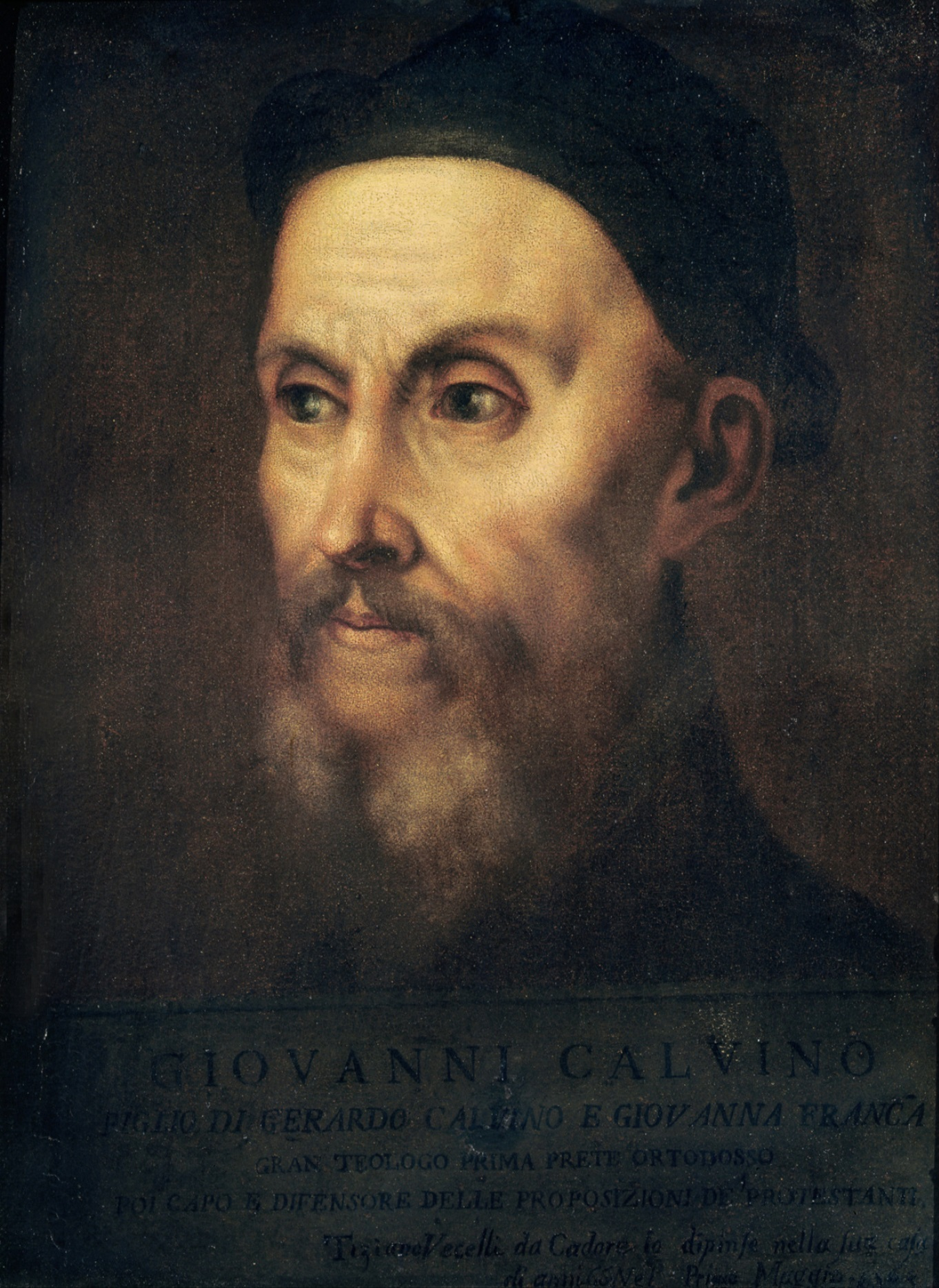
Joan Calví

Les protestes contra Roma van començar seriosament quan Martí Luter, que era monjo agustinià i professor de la Universitat de Wittenberg, va apel·lar el 1517 per la reobertura del debat sobre la venda d'indulgències. Les disconformitats de Luter van marcar un sobtat brot d'una nova i irresistible força d'un descontentament que havia estat apartat, però no resolt. La ràpida propagació del descontentament es produí en gran manera a causa de la impremta i la ràpida circulació de les idees i documents, inclosos en les 95 tesis. La informació també es va difondre àmpliament en forma manuscrita, així com per gravats i xilografies barates entre els sectors més pobres de la societat.
Paral·lelament als esdeveniments a Alemanya, un moviment similar va començar a Suïssa sota la direcció d'Ulrich Zwingli. Aquests dos moviments es van posar d'acord ràpidament sobre la majoria de les qüestions, a mesura que el recent ús de la impremta permetia una ràpida propagació d'idees d'un lloc a l'altre, però algunes diferències sense resoldre els mantingueren separats. Alguns seguidors de Zwingli creien que la Reforma era massa conservadora i independentment es van traslladar cap a posicions més radicals, que tenen continuïtat en els nostres dies entre els anabaptistes. Altres moviments protestants van créixer al llarg de les línies del misticisme o l'humanisme, de vegades trencant amb Roma, o dels protestants, o formant-se fora de les esglésies.
Després d'aquesta primera etapa de la Reforma, arran de l'excomunió de Luter i la condemna de la Reforma pel papa Lleó X, la tasca i els escrits de Joan Calví van ser influents en l'establiment d'un consens entre els diferents grups a Suïssa, Escòcia, Hongria, Alemanya i altres llocs.
Les fundacions reformistes combregaven amb l'agustinianisme. Tant Luter com Calví s'identificaven amb les línies principals de l'ensenyament teològic d'Agustí d'Hipona. L'agustinianisme dels reformadors lluitava contra el pelagianisme, que veien com una heretgia en l'Església catòlica dels seus temps. En el curs d'aquesta agitació religiosa, la Guerra dels camperols (1524-1525) es deixa sentir a través de Baviera, Turíngia i Suàbia, deixant desenes de catòlics assassinats a mans de bandes de protestants, que incloïen la Companya Negra de Florian Geier, un cavaller de Giebelstadt que es va unir als camperols en la indignació general en contra de la jerarquia catòlica.
Tot i que Luter i Calví tenien ensenyaments teològics molt similars, la relació entre els seus seguidors degenerà ràpidament en un conflicte. El francès Michel de Montaigne va explicar la història d'un pastor luterà que una vegada va afirmar que preferia celebrar una missa romana abans de participar en un servei calvinista.
La política de separació de l'Església d'Anglaterra de Roma sota el regnat d'Enric VIII començà el 1529 i acabà el 1536, i Anglaterra portà a terme el seu propi moviment reformista. Tanmateix, els canvis religiosos en l'Església nacional anglesa es van dur a terme de manera més conservadora que a la resta d'Europa. Els reformistes a l'Església d'Anglaterra van alternar, durant segles, entre la simpatia per les tradicions catòliques i el protestantisme, creant progressivament un compromís estable entre l'adhesió a la tradició antiga i el protestantisme, sovint anomenat Via Media.
Martí Luter, Joan Calví, i Ulrich Zwingli es poden considerar reformistes magisterials a causa del fet que els seus moviments de Reforma es feren amb el suport de les autoritats governants o «magistrats». Frederic el Savi no sols dona suport a Luter, que era professor a la universitat que ell va fundar, sinó que també el protegí ocultant-lo al castell de Wartburg a Eisenach. Zwingli i Calví van ser recolzats pels ajuntaments de Zúric i Ginebra. Atès que el terme magister també significa 'mestre', la Reforma magisterial també es caracteritza per un èmfasi en l'autoritat d'un professor. Això és evident en la importància de Luter, Calví i Zwingli com a dirigents dels moviments de Reforma en les seves respectives àrees magistrals. A causa de la seva autoritat, sovint han estat criticats per reformadors radicals que els consideraven massa similars als papes romans. Per exemple, el reformador radical Andreas Karlstadt es va referir als teòlegs de Wittenberg com els «nous papistes».

## La Contrareforma
En resposta a la Reforma Protestant, el catolicisme va establir la Congregació de la doctrina de la Fe el 1542 i el 1545, el Concili de Trento va donar pas a la Contrareforma que va censurar artistes i escriptors, fent que l'humanisme i qualsevol punt de vista que desafiés l'església catòlica fos un acte d'heretgia punible amb la mort, així, a principis del segle xvii, el moviment renaixentista havia desaparegut, donant pas a la Il·lustració.

## L'humanisme en el moviment reformista

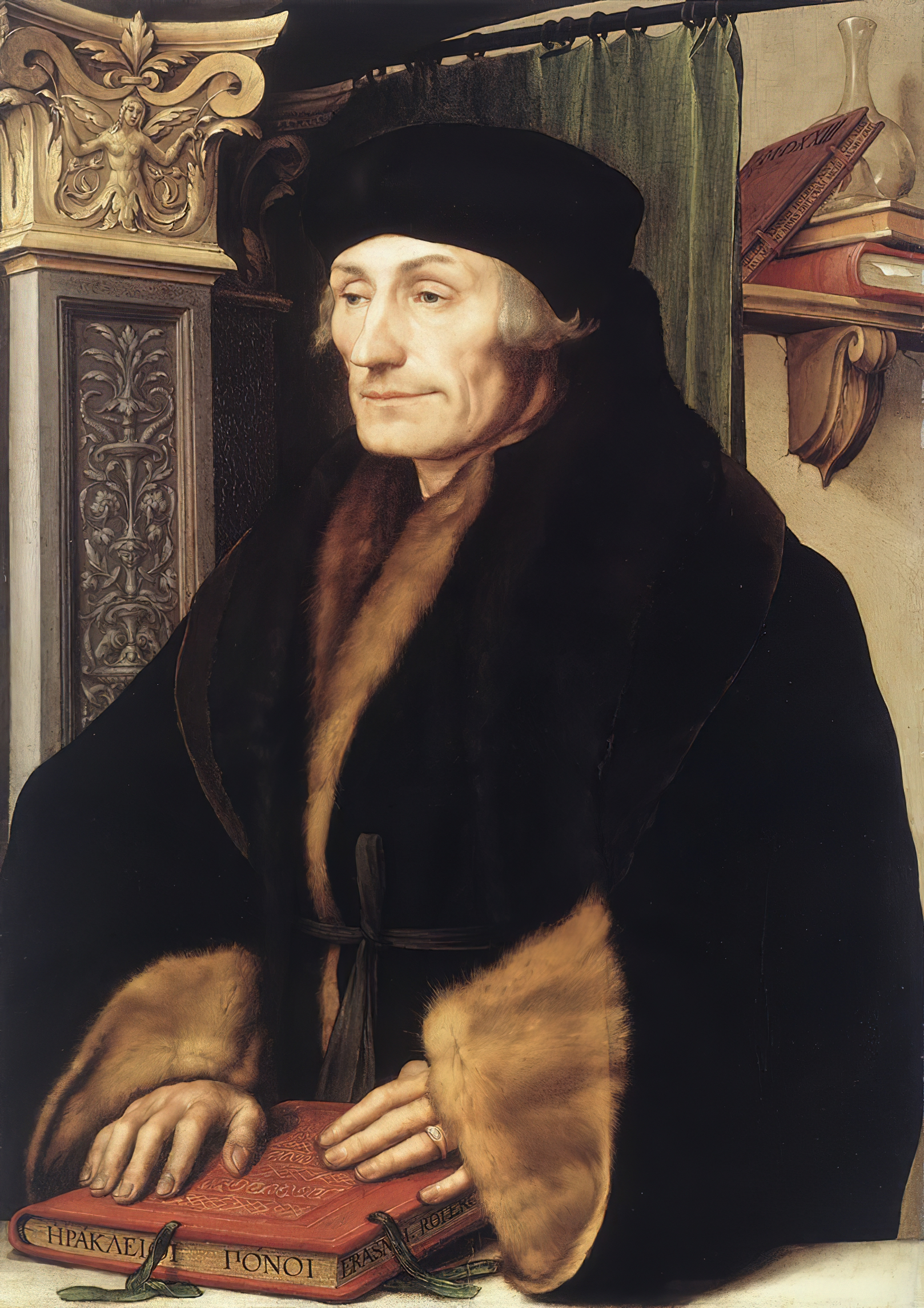
Erasme de Rotterdam

El reformisme frustrat dels humanistes, introduït pel Renaixement, contribuí a una creixent impaciència entre els reformadors. Erasme de Rotterdam i més tard figures com Martí Luter i Zwingli emergiren d'aquest debat i, finalment, contribuïren a un altre gran cisma en la cristiandat. La crisi de la teologia a partir de Guillem d'Occam al segle xiv s'estava produint en conjunció amb el descontentament de la nova burgesia. Des de la ruptura dels fonaments filosòfics de l'escolàstica, el nou nominalisme no fou un bon auguri per a una Església institucional legitimada com a intermediària entre l'ésser humà i Déu. Els nous corrents de pensament afavorien la idea que cap doctrina religiosa podia ser recolzada per arguments filosòfics, erosionant l'antiga aliança entre la raó i la fe de l'època medieval establerta per Tomàs d'Aquino.
Els principals moviments de Reforma individualista que es rebel·laren la contra l'escolàstica medieval de les institucions es basen en humanisme, entre altres tradicions. A Alemanya, «la via moderna» o devocionalisme nasqué a les universitats, cosa que requerí una redefinició de Déu, que ja no era racional, sinó un principi rector arbitrari, de voluntat incognoscible que no pot ser limitat. Déu és ara una regla, i la religió seria més fervent i emocional. Per tant, es dugué a terme la consegüent reactivació de la teologia agustiniana, afirmant que l'ésser humà no pot ser salvat pels seus propis esforços, sinó només per la gràcia de Déu, erosionant la legitimitat de la rigidesa de les institucions de l'Església per a proporcionar un canal per a l'individu de fer bones obres i entrar al cel. L'humanisme, però, fou quelcom més que un moviment de reforma educativa amb orígens en el Renaixement que recuperà els ensenyaments clàssics d'aprenentatge i pensament. També esdevé una revolta en contra de la lògica aristotèlica; es va fer un gran èmfasi en la reforma dels individus mitjançant l'eloqüència en contraposició a la raó. El Renaixement va establir les bases per als humanistes del nord en el seu reforç de la utilització del llatí com un idioma unificador de la cultura.

## La reforma per països

### Anglaterra

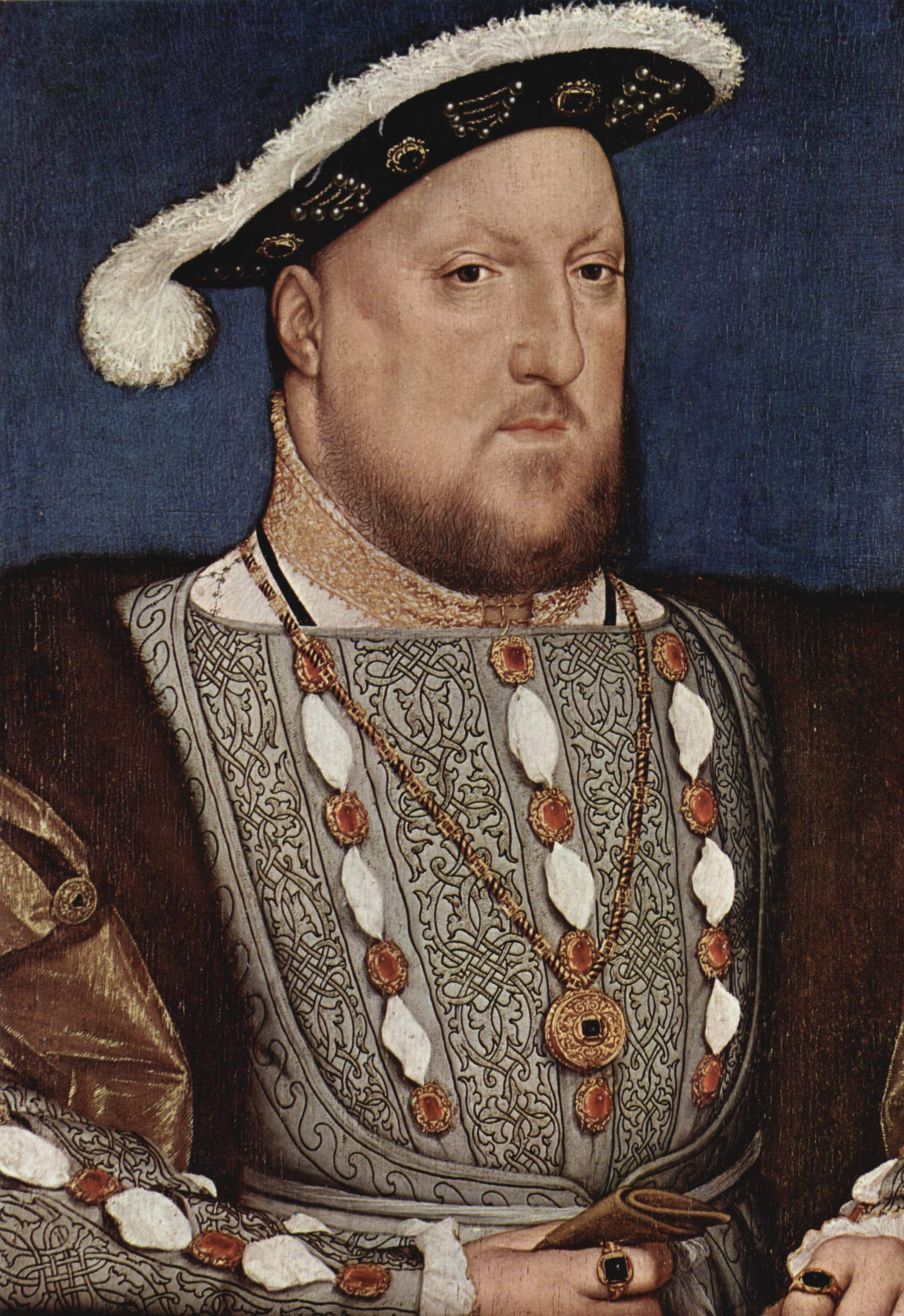
Enric VIII

La separació de l'Església d'Anglaterra (o Església anglicana) de Roma, sota el regnat d'Enric VIII, comença el 1529 i acaba el 1536. Portà Anglaterra a liderar el seu propi moviment reformista, malgrat que els canvis religiosos a l'Església nacional anglesa van desenvolupar-se de manera més conservadora que a la resta d'Europa. Els reformistes de l'Església d'Anglaterra van alternar-se, durant segles, entre la simpatia per la tradició catòlica i els principis reformistes, teixint poc a poc el desenvolupament d'una tradició que es considera un terme mitjà (via media) entre els catòlics romans i les tradicions protestants.
La Restauració anglesa va seguir un curs diferent de la Reforma a l'Europa continental. Hi havia hagut en aquest país durant molt de temps una tensió forta deguda a l'anticlericalisme i Anglaterra ja havia donat origen al moviment dels Lolards, liderat per John Wycliffe, que va inspirar de manera molt significativa els hussites a Bohèmia.
Enric VIII havia estat un catòlic convençut i havia escrit fins i tot un llibre amb fortes crítiques a Luter, però més tard va trobar convenient i rendible trencar amb el papat. La seva esposa, Caterina d'Aragó, li va donar una sola filla, Maria. Atès que Anglaterra havia travessat recentment un llarg conflicte dinàstic, la Guerra de les roses, Enric temé que la falta d'un hereu masculí pogués posar en perill la reclamació dels seus descendents al tron. No obstant això, el papa Climent VII, favorable a Carles V de Roma, va negar la seva sol·licitud d'anul·lació. Una de les raons de la negativa és que, si Climent hagués concedit l'anul·lació, hauria hagut d'admetre que el seu antecessor, Juli II, havia comès un error en negar-la prèviament. Així hauria donat suport a l'afirmació luterana que els papes substituïen la voluntat de Déu pel seu propi judici.
El rei Enric va decidir separar l'Església d'Anglaterra de l'autoritat de Roma. L'any 1534, l'Acta de Supremacia va convertir Enric en el cap suprem de l'Església d'Anglaterra. Entre 1535 i 1540, sota Thomas Cromwell, es va dur a terme la política coneguda com la «dissolució dels monestirs». La veneració d'alguns sants, algunes peregrinacions i alguns santuaris de peregrinació també van ser atacats. La propietat d'enormes quantitats de terra de l'Església va passar a mans de la corona i en última instància, a la noblesa i l'aristocràcia. L'interès per aquestes transaccions va provocar un gran suport a les dissolucions.
Hi va haver alguns opositors notables a la Reforma com Thomas More i el bisbe John Fisher, que van ser executats per la seva oposició. També hi va haver un sector cada vegada major dels reformadors que van ser imbuïts de les doctrines reformistes més corrents al continent. Quan Enric va morir, va ser succeït pel seu fill Eduard VI, protestant, que, pels seus consellers habilitats (el rei només tenia nou anys en la seva successió i encara no setze en la seva mort), el duc de Somerset i el duc de Northumberland, va ordenar la destrucció de les imatges de les esglésies, i el tancament de les capelles. Sota Eduard VI, la Reforma de l'Església d'Anglaterra es va establir de manera inequívoca en termes doctrinals.
No obstant això, a nivell popular, la religió a Anglaterra encara hauria de canviar després d'una breu restauració catòlica romana durant el regnat de Maria (1553-1558) i un consens més o menys desenvolupat durant el regnat d'Isabel I, encara que aquest punt és encara objecte de debat entre els historiadors. No obstant això, aquesta «solució religiosa isabelina» en gran manera va transformar l'anglicanisme en una tradició distintiva de l'Església. El compromís era incòmode i era capaç de virar entre el calvinisme extrem, d'una banda, i el catolicisme romà en l'altre, però en comparació amb l'estat sagnant i caòtic de la situació a la França contemporània, la situació va ser relativament reeixida fins a la Guerra Civil anglesa del segle xvii.

### França
El protestantisme també es va difondre a França, on els protestants eren anomenats hugonots, fet que desfermà dècades de guerra a França. Després d'un suport inicial d'Enric IV de França, aquest es va perdre a causa de l'assumpte de la «nit dels Placards». Molts hugonots francesos, però, encara contribuïren al moviment protestant, incloent-hi molts que van emigrar a les colònies angleses.
Encara que no tingué un interès personal en la reforma religiosa, Francesc I de França (1515-1547) va mantenir inicialment una actitud de tolerància, derivada del seu interès pel moviment humanista. Això va canviar el 1534 amb l'assumpte dels Placards. En aquest acte, els protestants van penjar de forma massiva rètols que van aparèixer per tota França; fins i tot van arribar als apartaments reials. La qüestió de la fe religiosa estava, doncs, sobre la taula. Francesc I va ser instat a reconèixer el moviment com una amenaça per a l'estabilitat del seu regne. Això va conduir a l'etapa principal de la lluita i la persecució dels protestants a França, en la qual es va establir en el Parlament de París la “chambre ardente” per fer front a l'augment dels judicis per heretgia. Diversos milers de protestants francesos van fugir del país durant aquest temps, en particular Joan Calví, que es van instal·lar a Ginebra.
Calví va continuar tenint interès en els afers religiosos de la seva terra natal i, des de la seva residència a Ginebra, més enllà de l'abast del rei francès, entrenava regularment pastors per dirigir les congregacions reformistes a França. Malgrat la forta persecució per Enric II, l'Església reformista de França, influïda en gran manera pel calvinisme, va créixer de manera constant en grans sectors de la nació, en la burgesia urbana i parts de l'aristocràcia.
El protestantisme francès va veure com la seva influència es veia sovint reforçada per la clandestinitat i va arribar a adquirir un caràcter netament polític, molt evident per les conversions de nobles de la dècada de 1550. Això va tenir l'efecte de crear les condicions prèvies per una sèrie de conflictes destructius i intermitents, coneguts com les «guerres de religió». Les guerres civils s'instigaren encara més per la sobtada mort d'Enric II el 1559, donant lloc al començament d'un prolongat període de debilitat de la corona francesa. L'atrocitat i la indignació es van convertir en la característica definitòria de l'època, il·lustrada de forma intensa en la matança de Sant Bartomeu l'any 1572, quan l'Església catòlica massacrà entre 30.000 i 100.000 hugonots a França (el filòsof Petrus Ramus va ser mort en aquesta persecució violenta contra els protestants, així com els nobles Armand de Clermont de Piles o Saint-Jean-d'Angely…). Els enfrontaments no van acabar fins que Enric IV, un antic hugonot, publicà l'edicte de Nantes, prometent tolerància oficial a la minoria protestant, però sota condicions molt restringides. El catolicisme continua sent la religió oficial de l'estat, i les fortunes dels protestants francesos van disminuir gradualment durant el següent segle, que va culminar amb l'edicte de Fontainebleau, de Lluís XIV, que revoca l'edicte de Nantes i declara el catolicisme com a única religió jurídica de França. En resposta a l'edicte de Fontainebleau, Frederic Guillem I de Brandenburg, va declarar l'edicte de Potsdam, que permetia el pas als seus dominis als refugiats hugonots francesos, i els eximia del pagament d'impostos durant deu anys.

### Escandinàvia

Reforma i Contrareforma a Europa. Al mapa s'aprecia com les idees protestants (en blau) gaudiren d'una gran acceptació al nord d'Europa, enfront de les catòliques (en verd), i en canvi trobaren més dificultats a països com França que, inicialment, va combatre els reformistes.

Tota Escandinàvia es convertí oficialment, en el transcurs del segle xvi, al luteranisme, quan els monarques de Dinamarca (que també governaven a Noruega i Islàndia) i de Suècia (que també governava a Finlàndia) es s'hi convertiren.
A Suècia, la Reforma fou encapçalada per Gustau I, elegit rei l'any 1523. Certes friccions amb el papa sobre la seva ingerència en els assumptes eclesiàstics suecs va donar lloc a la suspensió de tota relació oficial entre Suècia i el papat el 1523. Quatre anys més tard, a la dieta de Västerås, el rei va obligar els presents a acceptar el seu domini sobre l'Església nacional. El rei va apropiar-se tots els béns de l'Església; els nomenaments eclesiàstics havien de tenir l'aprovació reial, el clergat estava subjecte a la llei civil, i la «pura paraula de Déu» es predica a les esglésies i s'ensenya a les escoles oficials garantint de manera efectiva l'acceptació oficial de les idees luteranes.
Sota el regnat de Frederic I de Dinamarca (1523-1533), Dinamarca continua sent oficialment catòlica. Però encara que Frederic inicialment es va comprometre a perseguir els luterans, aviat va adoptar una política de protecció dels predicadors luterans i reformistes, dels quals el més famós va ser Hans Taús. Durant el seu regnat, el luteranisme realitzà avenços significatius entre la població danesa. Cristian, el fill de Frederic, va ser obertament luterà, cosa que va impedir la seva elecció al tron després de la mort del seu pare. El 1536, l'autoritat dels bisbes catòlics va ser rescindida per l'assemblea nacional. L'any següent, després de la seva victòria en la guerra civil, va esdevenir Cristià III de Dinamarca i va continuar la reforma de l'Església estatal.

### Països Baixos
La Reforma als Països Baixos, a diferència de molts altres països, no fou iniciada pels governants de les Disset Províncies, sinó per múltiples moviments populars, que al seu torn es van veure reforçats per l'arribada de refugiats protestants d'altres parts del continent. Si bé el moviment anabaptista gaudeix de certa popularitat a la regió en les primeres dècades de la Reforma, el calvinisme va esdevenir la fe protestant predominant en el país a partir del 1560, amb la institució de l'Església reformista holandesa.
La dura persecució dels protestants pel govern espanyol de Felip II i de la Inquisició van contribuir a un desig d'independència a les províncies, el que va conduir a la Guerra dels vuitanta anys i, finalment, l'escissió del país en dues parts, quan l'exèrcit espanyol ja no era capaç mantenir tot el territori: la República Holandesa protestant i independent d'Espanya i els Països Baixos espanyols (la zona que correspon grosso modo a l'actual Bèlgica), que a força de repressió sagnant dels dissidents, van haver de romandre catòlics. En va resultar una gran ona de refugiats (científics, artistes, comerçants…) vers el nord llibre.

### Regne d'Hongria
La Reforma es va estendre ràpidament per tot Europa i en particular al Regne d'Hongria, on adquirí connotacions polítiques molt importants. Els hongaresos s'enfrontaren als turcs otomans durant diversos segles fins que, finalment, en la Batalla de Mohács, els musulmans derrotaren els hongaresos, acabant amb el regnat de Lluís II, que durant el seu regnat ja s'havia oposat als protestants hongaresos que pretenien establir-se com a alternativa al catolicisme.
El regne d'Hongria després de la derrota es dividí en tres parts, una d'occidental sota control germànic, una de central sota control otomà, i l'oriental, que s'establí com a territori independent amb el nom de Regne de Transsilvània. El nou estat mantenia el vassallatge al soldà otomà que tutelava els seus dirigents, establint-se com un contrapoder europeu a la dinastia dels Habsburg. Així, els prínceps de Transsilvània es convertiren al protestantisme utilitzant la religió com a instrument polític en contra dels Habsurg, fermament catòlics, tot buscant una possible reunificació d'Hongria sota el seu regnat. Van fer de la cort hongaresa un refugi d'intel·lectuals i religiosos txecs i alemanys que fugien dels Habsburg. L'any 1569, se signà l'edicte de Turda pel qual es reconeixia la llibertat religiosa entre les diferents creences cristianes. Hongria seria, doncs, el primer estat al món a reconèixer la llibertat de culte cristià: catolicisme, luteranisme, calvinisme i unitarisme.

### Països catalans
La primera ona del protestantisme mai no va arribar a Catalunya: «armada amb el suport polític i cultural de totes les forces conservadores dels segles xvi i xvii, la Contrareforma es va servir de tot tipus de pressió social i religiosa, fins i tot de persecució i guerres, per contenir el protestantisme». Només sis anys després de la manifestació de Luter, el 1523 el pintor castellà Consalvo, per ser luterà va ser condemnat a la foguera a Mallorca. Des de l'inici fins a la fi del segle xix, la literatura protestant entrava pels ports o per bandolers a través del Pirineu. Hi ha constància d'uns luterans a Barcelona, que van ser sentenciats el 12 de juliol de 1562. Entre les víctimes catalans prominents de la Reforma hi ha Pere Galés i Reiner (1537-1595) d'Ulldecona, Gaspar de Centelles a València on hi havia un discret moviment de simpatia per a les idees noves. S'hi havia imprès ja devers 1477 una traducció catalana, la famosa Bíblia Valenciana, la bíblia en la llengua del poble disponible per a tots essent la pedra angular de la Reforma, mentrestant a l'església catòlica sol el clergat era autoritzat posseir i llegir la bíblia.
Només des de la supressió del Tribunal de la Inquisició els primers nuclis de protestants es van poder formar.. Tot i donar la prioritat al catolicisme, l'article 21 de la Constitució del 1869 per primera vegada va garantir l'exercici públic i privat de tots els cultes religiosos «sense cap limitació altre que les regles universals de la moral i del dret». De 1539 a 1803, el Tribunal de la Inquisició de Barcelona va perseguir 821 protestants. El 1868 es va estrenar a Maó el primer temple protestant de l'estat espanyol. Breu intermedi de llibertat que es va terminar amb la Restauració del 1876, que va prohibir qualsevol exercici públic de culte que no sigui catòlic.

## Exposició breu de les característiques del pensament protestant
Els trets generals de les esglésies protestants són:
- Negació de l'autoritat del papa
- La Bíblia és l'única font d'autoritat doctrinal
- Sola Fide: la fe sola és necessària per salvar-se, no pas mitjançant les obres que són tan sols conseqüència de la salvació realitzada de manera gratuïta per Déu i immerescuda per l'ésser humà
- Només Crist és el mediador entre Déu i l'ésser humà
- Rebuig de diverses tradicions catòliques com la intercessió dels sants, les indulgències, la veneració a la Mare de Déu o l'existència del purgatori
- Negació d'alguns sagraments

Dintre de les esglésies protestants, destaquen els luterans, els anabaptistes, els calvinistes i posteriorment els anglicans.

## Conclusió i llegat

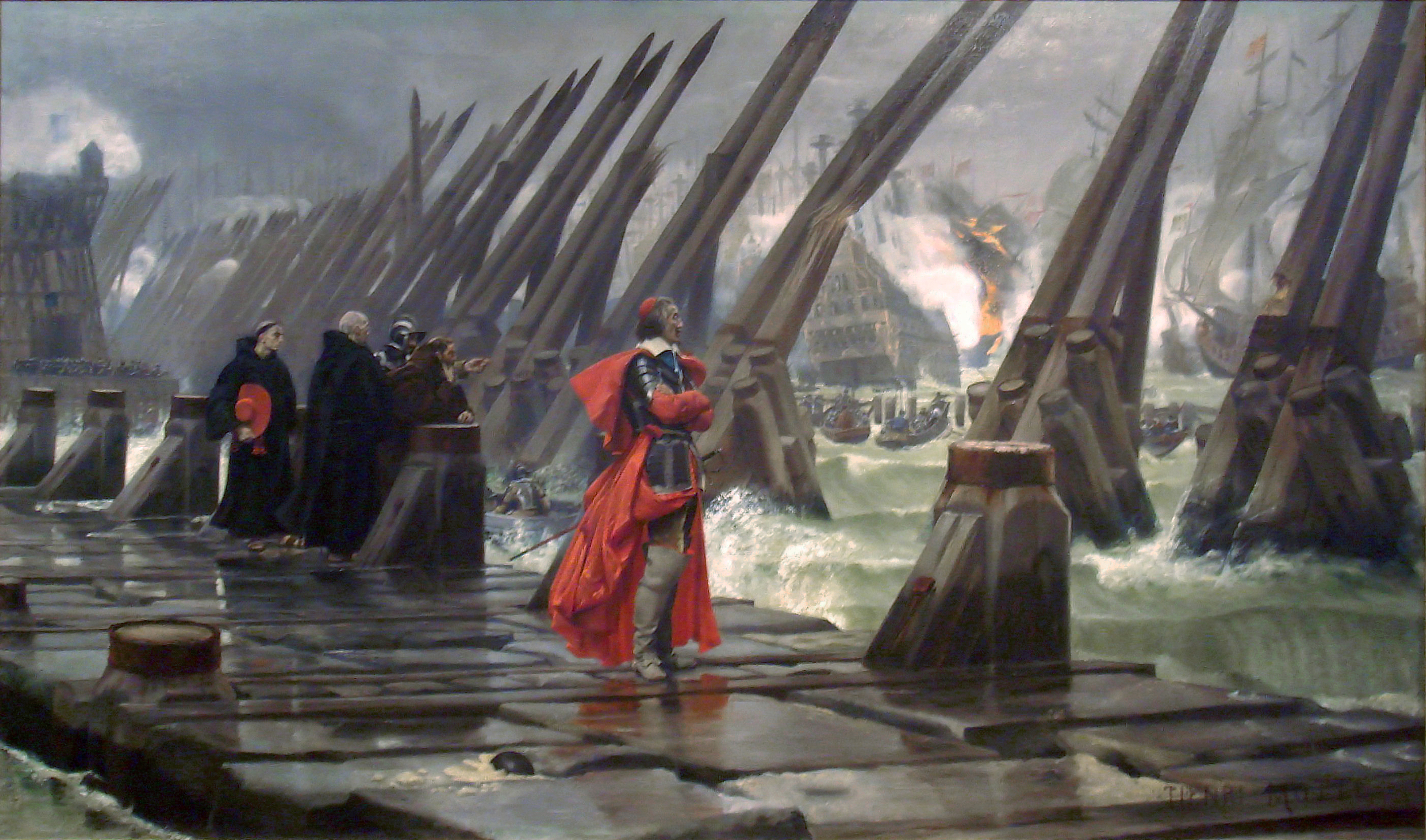
El cardenal Richelieu ocupà el poder polític a França entre 1624 i 1642. A la imatge, obra de Henri Motte, se'l veu en el setge de La Rochelle (1627-1628), en un episodi de l'enfrontament del regne de França contra els hugonots, que tenien el control de la ciutat. Richelieu fou un dels artífexs de la revocació de l'edicte de Nantes i la persecució dels hugonots a França. Malgrat la seva posició com a cardenal catòlic, Richelieu decidí en un cert moment fer prevaldre els motius polítics per sobre dels religiosos en les seves aliances militars, finalitzant el que fins aleshores havien estat una sèrie de guerres purament religioses. Aquest fet significarà per a molts historiadors la fi de la Reforma protestant

La Reforma va donar lloc a una sèrie de guerres religioses que van culminar en la Guerra dels Trenta Anys. De 1618 a 1648, la catòlica casa d'Habsburg i els seus aliats van combatre contra els prínceps protestants d'Alemanya, recolzats en diverses ocasions per Dinamarca, Suècia i França. Els Habsburg, que van governar Espanya, Àustria, els Països Baixos i gran part d'Alemanya i Itàlia, van ser acèrrims defensors de l'Església catòlica. Alguns historiadors creuen que l'era de la Reforma arriba a la fi quan la catòlica França es va aliar, primer en secret i més tard en els camps de batalla, amb els estats protestants en contra de la dinastia Habsburg. Per primera vegada des dels dies de Luter, les conviccions polítiques i nacionals superen les conviccions religioses de nou a Europa.
Els principis fonamentals de la pau de Westfàlia, que va posar fi la Guerra dels Trenta Anys, van ser els següents:
- Totes les parts reconeixen la pau d'Augsburg de 1555, per la qual cada príncep tindria el dret a determinar la religió del seu propi estat, entre les opcions següents: catolicisme, luteranisme i calvinisme (el principi de cuius regio, eius religio, «cada reialme pren la religió del seu sobirà»[11]).
- Els cristians que visquin en principats on la seva religió no sigui l'establerta, se'ls garanteix el dret a practicar la seva fe en públic durant l'hora assignada i en privat en la seva voluntat.

El tractat també va acabar efectivament amb el poder polític paneuropeu del papa. Plenament conscient de la pèrdua, el papa Innocenci X va declarar el tractat com a «nul, invàlid, innocu, injust, maleït, reprovable, estúpid, buit de significat i d'efecte per tots els temps». Els sobirans europeus, tant catòlics com protestants, van fer cas omís del seu veredicte.